# Stefan Bryła
Stefan Władysław Bryła (Cracóvia, 17 de agosto de 1886 — Varsóvia, 3 de dezembro de 1943) foi um engenheiro de construção polonês, pioneiro em soldagem e estruturas soldadas, notório na política de Lviv, como democrata-cristão e deputado do parlamento da Segunda República Polonesa.

## Carreira profissional
Formado pela Faculdade de Engenharia da Escola Politécnica de Lviv (1908) (hoje, Lviv Politécnica). Professor na escola desde 1907. Em 1909, um ano depois de sua formatura, ele obteve seu doutorado . Em 1910 recebeu um diploma de pós-doutorado . Continuou seus estudos em universidades no exterior, onde entre 1910 e 1912 aprofundou a seus estudos na Universidade Técnica de Charlottenburg, próxima à Berlim, École des Ponts et Chaussées em Paris e da Universidade de Londres. Ele trabalhou na construção civil, na Alemanha, França, Inglaterra, Canadá, Estados Unidos. Entre 1915 e 1917 foi professor universitário em Kiev.
Em 1918 ele participou da Batalha de Lemberg e em 1919-1920, participou na defesa de Varsóvia na Guerra Polaco-Soviética.
A partir de 1921, voltou a ser professor e lecionou Construção de Pontes na Universidade de Lviv até 1934 quando se dedicou a Universidade Técnica de Varsóvia. Em 1938-1939, o decano da Faculdade de Arquitetura, Wydział Architektury Politechniki Warszawskiej.

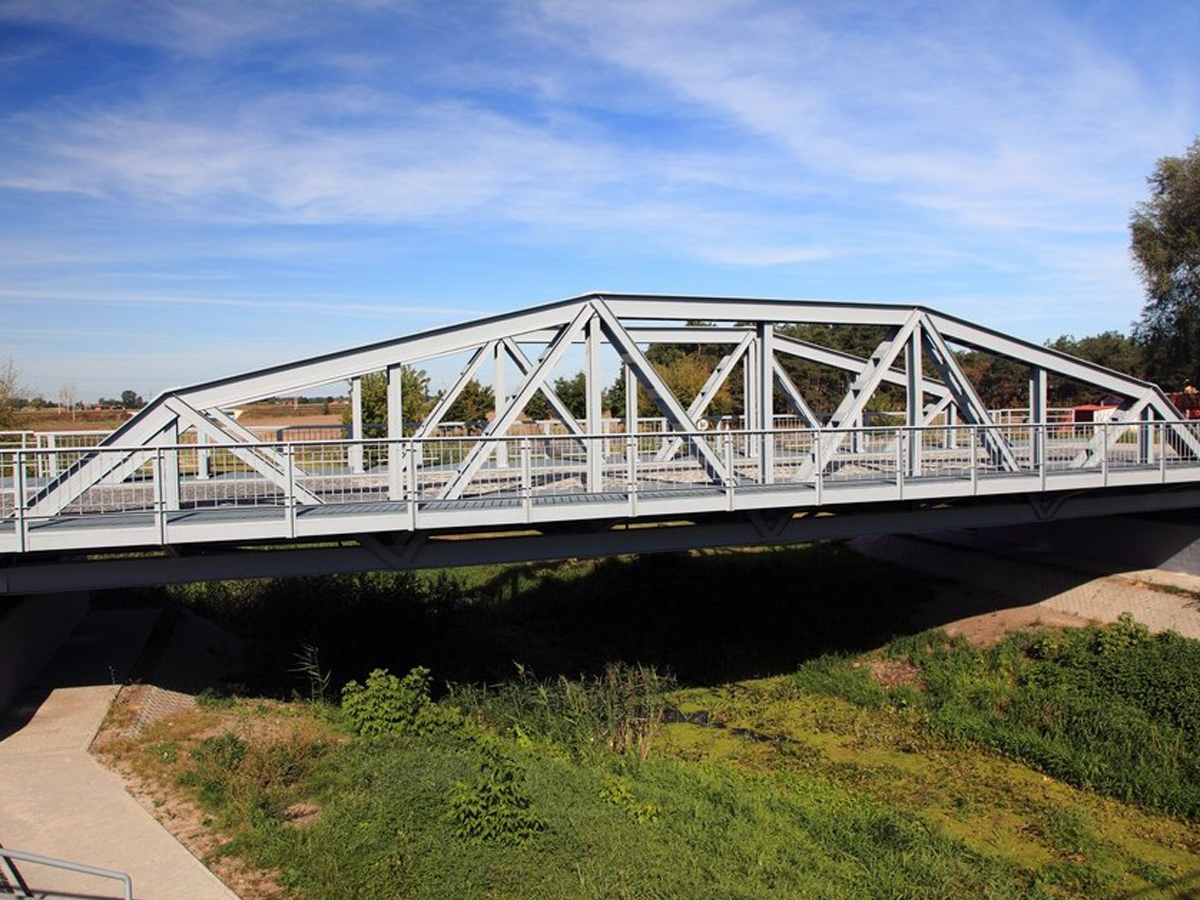
A primeira ponte-estrada soldada sobre o rio Słudwia.

Em 1928, desenvolveu as primeiras regras sobre solda e ligações de aço na construção civil mundial, para o Ministério de Obras Públicas , que se tornaria mais tarde, um modelo para outros países. Autor e consultor no projeto de muitas tecnologias, incluindo a primeira e maior ponte soldada sobre o rio em Maurzyce Słudwia, próxima a Łowicz (1929) e o Arranha-céu "Prudential" em Varsóvia (1933). Em 1929, foi nomeado como membro permanente do comitê de engenharia internacional de pontes e estruturas. Escreveu cerca de 250 artigos científicos, livros e outros textos. Foi um respeitado engenheiro e teórico de soldagem reconhecido internacionalmente e trabalhou na construção de diversos altos prédios nos Estados Unidos, incluindo o Woolworth Building, em Nova York (então o edifício mais alto do mundo).

## Política
Bryła também estava envolvido na política. Nos anos 1923-1926 manteve o mandato do deputado I, II e III no distrito de Lvivm. Membro ativo da democracia-cristã, era defensor do acordo de Sanacja.

## Atividades durante a ocupação
Desde a ocupação alemã, em 1939, atuou como reitor em segredo na Faculdade de Arquitetura da Universidade de Tecnologia de Varsóvia. Trabalhando na estrutura do Gabinete de governo do Estado Secreto Polaco, foi chefe de uma célula de Obras Públicas e Reconstrução  . Ele desenvolveu um um plano de reconstrução pela devastação que deixada pelo pós-guerra. e as instruções do movimento especializado em sabotagem, o Kedyw, da Armia Krajowa: "Como destruir as pontes de aço". Devido a organização de ensino secreto, foi preso com sua família pelos alemães em 16 de novembro de 1943. Em 3 de dezembro 1943 eles foram assassinados durante a Ação AB, na intersecção das ruas Puławskiej e Goworka, em Varsóvia. Seu túmulo simbólico está localizado no antigo Cemitério de Powązki em Varsóvia.

## Construções e estruturas
- Complexo de edifícios do Museu Nacional [9] e do Museu do Exército polonês em Varsóvia [10]
- Salão da fábrica de motores em Varsóvia (1922) [11]
- Mutual Insurance Company Geral (Londres), na esquina da rua Copérnico e Sewerynów, de 9 andares (1928)
- Primeira ponte-estrada soldada do mundo, Most spawany w Maurzycach, sobre o Rio Słudwia em Maurzyce (1927-1929)  [10]
- Casa-dormitório estudantil de 10 andares, em Varsóvia (1922-1930) [10]
- Soldar uma segunda ponte sobre o rio Słudwia, em Retki (1931) [10]
- O edifício comercial de 14 andares, Drapacz Chmur, em Katowice, Silésia (1930-1932)
- Construção da Biblioteca Jagiellońska em Cracóvia, de até 9 andares (1934) [9]
- Edifício da Marinha em Varsóvia, Wawel, de até 5 andares (1934)
- Edifício residencial de aquartelamento militar, Dom Bez Kantów, no subúrbio de Cracóvia, de aproximadamente 8 andares (1934-1935)
- Edifício Geral Mutual Insurance Company em Lodz (1935), hoje PZU [12]
- Mercado Municipal em Katowice, Supersam w Katowicach (1935)
- O Hospital Distrital Marechal Józefa Piłsudskiego, em Varsóvia (1939)
- O avião PZL Mielec número 3 (1939)

## Comemorações
A Associação dos Engenheiros e Técnicos de Construção Polaca (em polonês: Polski Związek Inżynierów i Techników Budownictwa, PZITB) criada em 1964 concede uma prêmio "Stefan Bryła", anualmente e individualmente por realizações ou pesquisa em ciência e tecnologia na área da construção civil. Este prêmio tem um grande prestígio no ambiente de engenharia e construção.
Em 1995, a Sociedade Americana de Solda honrou as realizações de Stefan Bryła com o "Prêmio soldado soldador histórico" para a ponte soldada em Słudwia..
Em 1994, a Faculdade de Arquitectura, da Universidade de Tecnologia de Varsóvia deu nomeou uma das salas do Edifício da Arquitetura com o título "Professor Stefan Bryła - reitor a partir de 1938 até sua morte em 1943". Em Varsóvia, o seu nome foi dado à uma rua e uma escola.. Ponadto imię Stefana Bryły nosi Zespół Szkół nr 24 w Warszawie